# Kanun (Albanie)
Pour les articles homonymes, voir Kanoun.
 (février 2020).
Si vous disposez d'ouvrages ou d'articles de référence ou si vous connaissez des sites web de qualité traitant du thème abordé ici, merci de compléter l'article en donnant les références utiles à sa vérifiabilité et en les liant à la section « Notes et références ».
Le Kanun est le nom d'un code de droit coutumier médiéval auxquels se réfèrent encore certains clans des territoires albanais du nord et du Kosovo, du Monténégro oriental et de la Macédoine occidentale, équivalent au faide.

## Étymologie
Ce mot d’origine turque ottoman en alphabet arabe — « قانون »  (« Kanoun ») — signifiant « loi » est passé en albanais en gardant le même sens. Il vient à son tour du mot grec « κανών » signifiant « règle », lui même ayant donné avec les circonstances évolutives linguistiques et les mutations orthographiques et consonantiques qui vont avec, le mot chanoine en français, via le latin « canonicus ».

## Création du Kanun
Il existe plusieurs variantes du Kanun, la plus connue étant celle dite Dukagjin car censée avoir été élaborée au XVe siècle par Lekë Dukagjini. Traditionnellement, on identifie le fameux Lekë (= « Alexandre », pron. « Lyéék », forme définie Leka) Dukagjini (= « Le Duc Jean ») à Lekë III (1410-1481), même si Mgr Fan Noli pensait qu'il s'agissait de Pal Dukagjin, et l'albanologue britannique Edith Durham de Lekë II (qui régna de 1444 à 1459).
Le but du prince Lekë Dukagjin en élaborant le Kanun était de contenir les querelles intestines entre clans et familles en introduisant des règles qui encadrent les règlements de compte (à défaut de pouvoir les supprimer).
En fait, nombre de passages laissent penser que le Kanun a une origine à la fois plus ancienne — certaines dispositions du Code de Dušan au XIVe siècle semblent destinées à combattre l'influence de ce droit coutumier — et plus progressive, de sorte que certains préfèrent associer le code à la région de Dukagjin, le haut plateau formé par le bassin supérieur du Drin blanc à l'ouest du Kosovo, et que les Serbes appellent Métochie. Cette variante était d'ailleurs surtout appliquée dans les montagnes du nord de Lezhë et de Shkodër et même au Kosovo dans les régions de Pejë, Gjakovë.
On doit au père Shtjefën Gjeçov la mise en forme de l'édition standard du Kanun, publiée en 1933 à Shkodra, en dialecte guègue.

## Contenu

### Organisation
Le Kanun est fondé sur quatre piliers : l'honneur (albanais : Nderi), l'hospitalité (albanais : Mikpritja), la rectitude (albanais : Sjellja) et la loyauté (albanais : Fis).
Le Kanun de Lekë Dukagjini est un corpus de règles en douze « Livres » régissant tous les aspects de la vie quotidienne, de l’organisation de l’économie à l’hospitalité en passant par la famille, la place de l’homme et de la femme dans la société, le mariage, la gestion des bien communs… et surtout l’honneur personnel, pierre angulaire de ce système, qui fait l'objet du livre huit. Les douze livres sont les suivants : 
1. l'Église
2. la Famille
3. le Mariage
4. la Maison, le Gros bétail et la Propriété
5. le Travail
6. les Transferts de propriété
7. le Discours oral
8. l'Honneur
9. les Dommages
10. le Droit pénal
11. la Procédure judiciaire
12. les Exemptions et exceptions

Ainsi, ce code ne se réduit pas à la gjakmarrja, littéralement « reprise du sang ».

### Lagjakmarrje

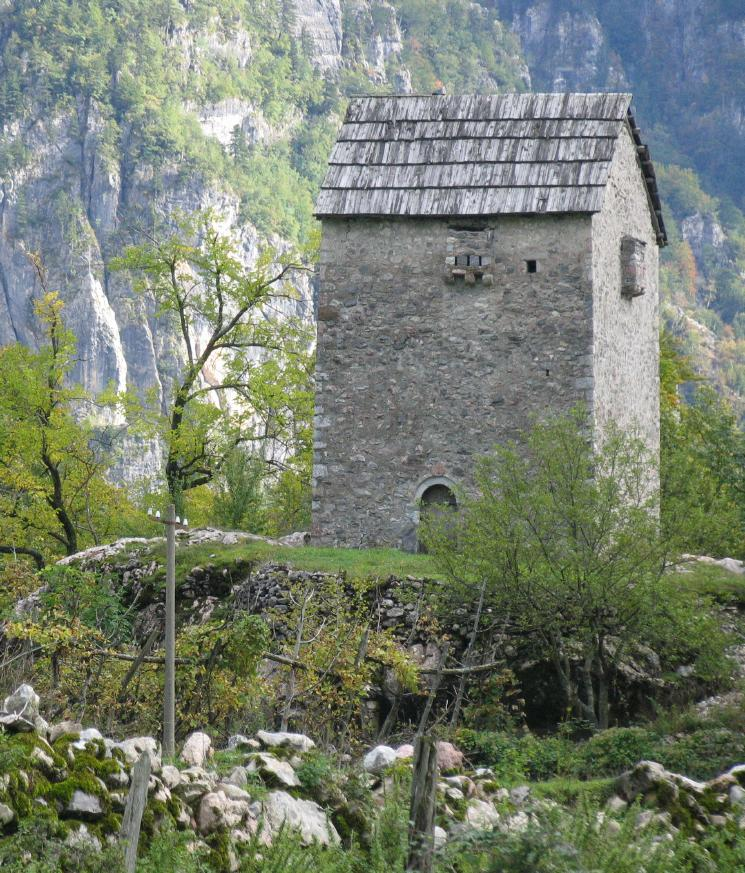
Tour de claustration (kullë) utilisée comme refuge pour les hommes impliqués dans une « reprise de sang ». Theth, Albanie du nord.

Un des usages les plus connus du Kanun est la gjakmarrje (pron. « djiakmarryé », forme définie gjakmarrja = « la » gjakmarrje), la « reprise du sang », qui encadre la vendetta (un meurtre doit être vengé par le meurtre d'un homme de la famille du coupable).
Le Kanun régit les modalités de la vendetta en précisant, entre autres, que l’homme ne peut être tué devant sa femme, que l’assassin doit être présent à l’enterrement de sa victime, etc. Comme le Kanun interdit que la vengeance se produise à l'intérieur de la maison du meurtrier, de nombreuses familles, en Albanie ou au Kosovo, étaient recluses dans leur maison en attendant l’inévitable. Une attente d’autant plus terrible que l’homme qui paiera la dette de sang n’est pas nommément désigné ; tout homme de la famille de l’agresseur ayant l’âge de manier une arme est, en effet, susceptible de subir la vengeance de la famille de l’agressé, et ce pendant sept années. Il ne lui reste plus qu’à se cacher ou s’il « manque d’honneur », à fuir à l’étranger où il est parfois traqué et assassiné. L'identité de celui chargé de cette besogne dans la famille lésée reste tenue secrète. Il a ainsi tout son temps, des mois voire des années, pour exercer la « reprise de sang ».
Ce code interdit toutefois d'assassiner des enfants en dessous de 15 ans, des femmes, des personnes âgées, des malades mentaux, ou quiconque dans le voisinage d'une mosquée ou d'une église.
Une seule disposition adoucit le Kanun en matière de gjakmarrje : la besa (« parole donnée »), qui peut être accordée par la famille de la victime. Elle est souvent le produit d'un règlement négocié, temporaire ou définitif, qui interrompt la gjakmarrje.
Les fonctionnaires de l'Empire ottoman estiment à la fin du xixe siècle que dans les territoires du nord de l’Albanie, jusqu’à 19 % de tous les décès d’hommes albanais étaient des meurtres commis au nom du gjakmarje. Au Kosovo seul, 600 hommes sur une population de 50 000 personnes mouraient chaque année.
Certains anthropologues interprètent la gjakmarrje comme l'apogée de la logique des prestations totales (potlatch) dans l'ancien droit illyro-albanais, suivant le schéma triangulaire fonctionnel : potlatch de service, potlatch de compensation, potlatch de liquidation, comme l'avait en partie dévoilé Marcel Mauss dans son Essai sur le don. La survivance d'un potlatch aussi pur en droit coutumier albanais témoignerait d'une antiquité remarquable et indiquerait le caractère-clé du Kanun pour la compréhension de nos droits modernes.
L'Église catholique et les confréries soufies lançaient périodiquement des campagnes pour obtenir des besa en grand nombre. L'un des premiers buts de la Ligue de Peja en 1899 était de conclure une besë générale pour favoriser ses objectifs d'autonomie pour les quatre vilayets ottomans où vivaient les Albanais — d'où son autre nom de Besa ou encore Besa-besë. De même, la lutte contre Belgrade au Kosovo a été l'occasion de besa de masse.

## Persistance de l'application du Kanun auXXesiècle
L'application exclusive du Kanun par des tribunaux propres aux Albanais était une des revendications autonomistes vis-à-vis de l'empire ottoman, formulée par la Ligue de Prizren, première manifestation d'un mouvement national albanais à partir de 1878. De même, des 500 délégués autonomistes albanais qui se réunirent à Peja/Pec fin janvier 1899 dans ce qu'on a appelé la Ligue de Peja.
Entre 1941 et 1944, des éléments du Kanun ont été aussi introduits en même temps que des éléments de la Charia par l'occupant allemand, soucieux de satisfaire le conservatisme des chefs traditionnels, dans la région nord du Kosovo (Mitrovica, Novobërda/Novo Brdo, Vushtrri/Vučitrn).
Après la chute du régime communiste d'Enver Hoxha qui avait tenté d'étouffer la pratique du Kanun en liquidant les chefs de clan, sa pratique a quelque peu repris, non sans incertitudes sur son interprétation. On l'a invoqué à l'occasion des litiges sur la propriété des terres, volées par l’État sous le régime communiste, qui avait détruit le cadastre pour rendre la collectivisation « définitive ».

#### Études
- (de) Johann Georg von Hahn, Albanesische Studien ("Études albanaises"), 3 t., Iéna, 1854.
- (de) Ludwig von Thallóczy (de), "Kanun i Lekës: ein Beitrag zum albanischen Gewohnheitsrecht" ("Kanun i Lekës : une contribution au droit coutumier albanais"), Illyrisch-albanische Forschungen, t. 1, p. 409-460.
- (en) Edith Durham, Some Tribal Origins, Laws, and Customs of the Balkans ("Quelques origines, lois et coutumes tribales des Balkans"), Londres, 1928.
- (it) Giuseppe Castellani (it), "Consuetudini e vita sociale nelle montagne albanesi secondo il Kanun i Lek Dukagjinit" ("Habitudes et vie sociale dans les montagnes albanaises selon le Kanun i Lek Dukagjinit"), Studi albanesi, t. 3-4, 1933-1934, p. 61-163.
- (it) Camillo Libardi, I primi moti patriottici albanesi nel 1910-1911-1912, specie nei Dukagjini ("Les premiers mouvements patriotiques en 1910-1911-1912, particulièrement dans le Dukagjin"), Trente, 1935, p. 2.
- (en) Margaret Hasluck[1], The Unwritten Law in Albania[2] ("La loi non écrite en Albanie"), Cambridge, J. H. Hutton, 1954.
- (de) Hasan Kaleshi (sq), "Türkische Angaben über den Kanun des Leka Dukadjini" ("Indications turques sur le Kanun de Lekë Dukadjini"), in G. Reichenkron & A. Schmaus, eds., Die Kultur Südosteuropas: ihre Geschichte und ihre Ausdrucksformen, Wiesbaden, 1964, p. 103-112.
- (sr) Syrja Popovci (sq), Građanskopravni odnosi u zakoniku Leke Dukađina ("Relations de citoyenneté dans le Kanun de Lekë Dukagjini"), Prishtina, 1968.
- (sr) Syrja Pupovci, "Burimet për studimin e Kanunit të Lekë Dukagjinit" ("Les sources pour l'étude du Kanun de Lekë Dukagjin"), Studime historike, 2, 1971, p. 75-98.
- (sr) Syrja Pupovci, "Origjina dhe emri i Kanunit të Lekë Dukagjinit" ("L'origine et le nom du Kanun de Lekë Dukagjini"), Studime historike, 1, 1972, p. 103-128.
- (en) Shtjefën Gjeçov (en), ed., Kanuni i Lekë Dukagjinit: The Code of Lek Dukagjin, traduction de Leonard Fox, Bakersfield, Californie, 1989.
- (de) Shtjefën Gjeçov, ed. Der Kanun — Das albanische Gewohnheitsrecht nach dem sogenannten Kanun des Lekë Dukagjini ("Le Kanun — Le Droit coutumier albanais selon le Kanun de Lekë Dukagjini"), traduit en allemand par Marie Amelie baronne von Godin, avec une introduction de Michael Schmidt-Neke. Publié et préfacé par Robert Elsie, avec une bibliographie, Dukagjini Balkan Books, Peja/Peć, 2001, 283 pp.

#### Romans
- Ismaïl Kadaré, Avril brisé, Fayard 1982
- Ismaïl Kadaré, Froides fleurs d'avril
- Ismaïl Kadaré, Concours de beauté
- Jef Geeraerts, Dossier K.

#### Bande dessinée
- La loi du Kanun, scénario Jack Manini, dessin Michel Chevereau, couleurs Jack Manini.

#### Films
- Dossier K., réalisé par Jan Verheyen (2009)
- Kanun, film documentaire réalisé par Cizia Zykë (1994)
- Albanie, la dette du sang, 2008. Reportage Envoyé spécial réalisé par Angélique Kourounis Franck Dérens
- Sons of Cain / I Figli di Caino, écrit et réalisé par Keti Stamo
- Vierge sous serment, réalisé par Laura Bispuri (2015)
- Vierge d'Albanie, réalisé par Bujar Alimani (sq) (2021)